# Képhale
Dans les derniers siècles de l'Empire byzantin, le terme kephalē (en grec : κεφαλή, « tête ») est utilisé pour désigner les gouverneurs locaux et provinciaux.
Ce terme commence à être utilisé au milieu du XIIIe siècle et dérive du langage familier. De ce fait, il ne devient jamais un titre ou un rang précis dans la hiérarchie impériale byzantine et reste un terme descriptif. Il remplace le doux de l'ère Comnène comme gouverneur civil et militaire d'une unité administrative territoriale, connue sous le nom de katepanikon ou kephalatikion. En termes de taille, ces provinces sont bien plus petites que les thèmes (anciennes provinces byzantines). Elles comprennent seulement quelques villages environnant le siège du katepanikon (un kastron, une « forteresse ») ou bien une île. Cette entité est aussi adoptée par le Deuxième Empire bulgare (en bulgare : кефалия, kefalia) et par l'Empire serbe (en serbe : кефалиja, kefalija).
Au XIVe siècle, des képhale en chef sont nommés (katholikai kephalai, littéralement « têtes universelles ») qui supervisent un ensemble de provinces dirigées par ses [merikai] kephalai (littéralement, « têtes partielles » soit ses subordonnés). ce sont généralement des parents de l'empereur byzantin ou d'un des clans aristocratiques majeurs. Avec la décentralisation croissante de l'empire et la création d'apanages prenant la forme de despotats semi-indépendants, le poste de képhale disparaît à la fin du XIVe siècle.

## Quelquesképhalescélèbres
- Michel Cantacuzène, képhale de la province byzantine du Péloponnèse en 1262 ;
- Alexis Tzamplakon, képhale de Serrès et de la région de Popolion en 1326 ;
- Jean Ange, képhale de Ioánnina vers 1336-1337 ;
- Dimitri Comnène Eudaimonoïoánnis, képhale de Serrès en 1360.